# Trifolium arvense
Trifolium arvense, conhecida como pé-de-lebre ou trevo-branco, é uma espécie de planta com flor pertencente à família Fabaceae. 
A autoridade científica da espécie é L., tendo sido publicada em Species Plantarum 2: 769. 1753.

## Portugal
Trata-se de uma espécie presente no território português, nomeadamente no Arquipélago dos Açores e no Arquipélago da Madeira.
Em termos de naturalidade é introduzida no Arquipélago dos Açores e nativa do Arquipélago da Madeira.

## Protecção
Não se encontra protegida por legislação portuguesa ou da Comunidade Europeia.[carece de fontes?]